# Seznam dílů seriálu Náš malovaný prezident
Toto je seznam dílů seriálu Náš malovaný prezident. Americký animovaný seriál Náš malovaný prezident měl premiéru 11. února 2018 na americké televizi Showtime. V Česku měl seriál premiéru 4. května 2018 na stanici HBO 3.

## Přehled řad
| Řada    | Díly | Premiéra v USA                              | Premiéra v USA    | Premiéra v ČR     | Premiéra v ČR     |
| Řada    | Díly | První díl                                   | Poslední díl      | První díl         | Poslední díl      |
| ------- | ---- | ------------------------------------------- | ----------------- | ----------------- | ----------------- |
| 1       | 17   | 28. ledna 2018 (online) 11. února 2018 (TV) | 26. srpna 2018    | 4. května 2018    | 31. srpna 2018    |
| Speciál | 1    | 4. listopadu 2018                           | 4. listopadu 2018 | 9. listopadu 2018 | 9. listopadu 2018 |
| 2       | 10   | 12. května 2019                             | 7. června 2019    | 14. července 2019 | 9. srpna 2019     |
| 3       | 18   | 14. dubna 2020                              | 8. listopadu 2020 | 11. září 2020     | 22. ledna 2021    |

## Seznam dílů

### První řada (2018)
| Č. v seriálu | Č. v řadě | Původní název        | Český název          | Scénář                                                                                       | Premiéra v USA                              | Premiéra v ČR     |
| ------------ | --------- | -------------------- | -------------------- | -------------------------------------------------------------------------------------------- | ------------------------------------------- | ----------------- |
| 1            | 1         | State of the Union   | Zpráva o stavu Únie  | námět: Stephen Colbert, Chris Licht, Matt Lapin, Tim Luecke a R. J. Fried scénář: R.J. Fried | 28. ledna 2018 (online) 11. února 2018 (TV) | 4. května 2018    |
| 2            | 2         | Disaster Response    | Reakce na katastrofu | Zach Smilovitz                                                                               | 11. února 2018                              | 11. května 2018   |
| 3            | 3         | Rolling Back Obama   | Obama se vrací       | Mike Leech                                                                                   | 18. února 2018                              | 18. května 2018   |
| 4            | 4         | Family Leave         | Mateřská dovolená    | Bob Powers                                                                                   | 25. února 2018                              | 25. května 2018   |
| 5            | 5         | State Dinner         |                      | Cathy Lew                                                                                    | 4. března 2018                              | 1. června 2018    |
| 6            | 6         | Media Strategy       |                      | Sam West                                                                                     | 11. března 2018                             | 8. června 2018    |
| 7            | 7         | Wealth Gap           |                      | Jennifer F. Jackson                                                                          | 18. března 2018                             | 15. června 2018   |
| 8            | 8         | Government Shutdown  |                      | Gabe Gundacker                                                                               | 15. března 2018                             | 22. června 2018   |
| 9            | 9         | Church and State     |                      | Eliana Kwartler                                                                              | 1. dubna 2018                               | 29. června 2018   |
| 10           | 10        | First Pitch          |                      | R. J. Field                                                                                  | 8. dubna 2018                               | 6. července 2018  |
| 11           | 11        | Russia Investigation |                      | Zach Smilovitz                                                                               | 15. července 2018                           | 20. července 2018 |
| 12           | 12        | First Family         |                      | Jocelyn Richard                                                                              | 22. července 2018                           | 27. července 2018 |
| 13           | 13        | Mueller Probe        |                      | Mike Leech                                                                                   | 26. července 2018                           | 3. srpna 2018     |
| 14           | 14        | The Senior Vote      |                      | Bob Powers                                                                                   | 5. srpna 2018                               | 10. srpna 2018    |
| 15           | 15        | The Wall             |                      | Jennifer F. Jackson                                                                          | 12. srpna 2018                              | 17. srpna 2018    |
| 16           | 16        | Civil War            |                      | R.J. Fried                                                                                   | 19. srpna 2018                              | 24. srpna 2018    |
| 17           | 17        | Militarization       |                      | Gabe Gundacker                                                                               | 26. srpna 2018                              | 31. srpna 2018    |

### Speciál (2018)
| Č. v řadě | Původní název                                | Scénář                                                             | Premiéra v USA    | Premiéra v ČR     |
| --------- | -------------------------------------------- | ------------------------------------------------------------------ | ----------------- | ----------------- |
| 1         | Our Cartoon President: Election Special 2018 | námět: R. J. Fried scénář: R.J. Fried, Mike Leech a Zach Smilovitz | 4. listopadu 2018 | 9. listopadu 2018 |

### Druhá řada (2019)
| Č. v seriálu | Č. v řadě | Původní název       | Scénář                                               | Premiéra v USA    | Premiéra v ČR     |
| ------------ | --------- | ------------------- | ---------------------------------------------------- | ----------------- | ----------------- |
| 18           | 1         | Trump Tower-Moscow  | R. J. Fried                                          | 12. května 2019   | 7. června 2019    |
| 19           | 2         | The Party of Trump  | Zach Smilovitz                                       | 19. května 2019   | 14. června 2019   |
| 20           | 3         | Culture War         | Mike Leech                                           | 26. května 2019   | 21. června 2019   |
| 21           | 4         | The Best People     | Bob Powers                                           | 2. června 2019    | 28. června 2019   |
| 22           | 5         | Mental Fitness      | Jennifer F. Jackson                                  | 9. června 2019    | 5. července 2019  |
| 23           | 6         | Visiting the Troops | Gabriel Gundacker                                    | 16. června 2019   | 12. července 2019 |
| 24           | 7         | Supreme Court       | Gabriel Gundacker, Jennifer F. Jackson, a Bob Powers | 23. června 2019   | 19. července 2019 |
| 25           | 8         | Climate Change      | Mike Leech                                           | 30. června 2019   | 26. července 2019 |
| 26           | 9         | Save the Right      | Zach Smilovitz                                       | 7. července 2019  | 2. srpna 2019     |
| 27           | 10        | Space Force         | R.J. Fried                                           | 14. července 2019 | 9. srpna 2019     |

### Třetí řada (2020)
| Č. v seriálu | Č. v řadě | Původní název        | Scénář                                  | Premiéra v USA    | Premiéra v ČR      |
| ------------ | --------- | -------------------- | --------------------------------------- | ----------------- | ------------------ |
| 28           | 1         | Impeachment          | Zach Smilovitz                          | 26. ledna 2020    | 11. září 2020      |
| 29           | 2         | The Economy          | R.J. Fried                              | 2. února 2020     | 18. září 2020      |
| 30           | 3         | Election Security    | Bob Powers                              | 9. února 2020     | 25. září 2020      |
| 31           | 4         | Fox News             | Mike Leech                              | 16. února 2020    | 2. října 2020      |
| 32           | 5         | Hillary 2020         | Gabriel Gundacker                       | 23. února 2020    | 9. října 2020      |
| 33           | 6         | The Endorsement      | Jennifer F. Jackson                     | 1. března 2020    | 16. října 2020     |
| 34           | 7         | Warren vs. Facebook  | Mark Thompson                           | 8. března 2020    | 23. října 2020     |
| 35           | 8         | G-7                  | Maureen Monahan                         | 15. března 2020   | 30. října 2020     |
| 36           | 9         | Secret Money         | Allie Levitan                           | 22. března 2020   | 6. listopadu 2020  |
| 37           | 10        | Coronavirus          | Mike Leech                              | 13. září 2020     | 13. listopadu 2020 |
| 38           | 11        | Party Unity          | Jennifer F. Jackson                     | 20. září 2020     | 20. listopadu 2020 |
| 39           | 12        | Debate Prep          | R.J. Fried, Mike Leech a Zach Smilovitz | 27. září 2020     | 27. listopadu 2020 |
| 40           | 13        | Madam Vice President | Bob Powers                              | 4. října 2020     | 4. prosince 2020   |
| 41           | 14        | Hiding Joe Biden     | Gabriel Gundacker                       | 11. října 2020    | 11. prosince 2020  |
| 42           | 15        | Wartime President    | Maureen Monahan                         | 18. října 2020    | 18. prosince 2020  |
| 43           | 16        | Senate Control       | Ziwe                                    | 25. října 2020    | 8. ledna 2021      |
| 44           | 17        | Closing Arguments    | Naima Pearce                            | 1. listopadu 2020 | 15. ledna 2021     |
| 45           | 18        | Election Day         | Jen Jackson a Mike Leech                | 8. listopadu 2020 | 22. ledna 2021     |